# 东北高翠雀花
东北高翠雀花（学名：Delphinium korshinskyanum）是毛茛科翠雀属的植物。分布在俄罗斯以及中国大陆的黑龙江等地，生长于海拔370米至750米的地区，一般生于山地草甸或林间草地，目前尚未由人工引种栽培。